# 한빛드론
주식회사 한빛드론(HanbitDrone)은 대한민국의 드론 판매 전문 기업으로, 티쓰리엔터테인먼트의 자회사이다.